# 사사시마 신호장
사사시마 신호장(일본어: 笹島信号場)은 일본 아이치현 나고야시 나카무라구에 있는 신호장이다.
도카이 여객철도 간사이 본선과 나고야 임해 고속 철도 니시나고야코 선(아오나미 선)의 분기 · 합류점으로, 도카이 여객철도 나고야 공장의 입·출구선도 분기하고 있다. 게다가, 도카이 여객철도에서는 나고야역 구내 취급으로 되어 있어서, 그 때문에 운전 취급상의 표기는 나고야(사사시마)이다.

## 구조
간사이 본선의 상하 본선, 니시나고야코 선의 상하 본선, 화물 열차 전용의 발착선이 있다. 욧카이치역 방면과 나고야 화물 터미널 역을 연결하는 화물열차는, 여기서 기관차의 교환을 행한다. 구내의 서쪽에는, 간사이 본선의 하행선이 상행선과 합류하는 모양으로, 복선부터 단선으로 바뀌고 있다.

## 주변
- 나카가와 운하
- 긴키 닛폰 철도 나고야 선 고가네역

## 인접 역
| 도카이 여객철도 간사이 본선           | 도카이 여객철도 간사이 본선 | 도카이 여객철도 간사이 본선 |
| ------------------------------------- | --------------------------- | --------------------------- |
| 나고야 방면                           | ■ 간사이 본선               | 핫타 욧카이치·가메야마 방면 |
| 나고야 임해 고속 철도 니시나고야코 선 |                             |                             |
| 사사시마라이브 나고야 방면            | ■ 니시나고야코 선           | 고모토 긴조후토 방면        |